# 藤原仲麻吕
藤原仲麻吕（日语：／ Fujiwara no Nakamaro，706年—764年10月21日），又名仲麿、仲丸，奈良时期的公卿，藤原武智麻吕次子，官至太师（相当于太政大臣）。淳仁天皇即位后，赐名惠美押胜（日语：／ Emi no Oshikatsu），任太保（相当于右大臣）。760年升任太师（相当于太政大臣）。後來孝谦上皇宠信僧人道镜，使仲麻吕嫉恨並欲除之，於764年發動兵變（史稱藤原仲麻吕之乱）企圖打倒孝謙一派，卻因被事先查覺而失败，在近江高島郡琵琶湖上被官軍將領坂上石楯擒殺，全家遭滿門抄斬。

## 經歷

### 藤原氏衰落
藤原仲麻呂出生于706年，是藤原南家始祖藤原武智麻吕的次子，其天资聪颖，学习经书、算数，734年仲麻呂叙位从五位下。藤原仲麻呂的父亲作为藤原四兄弟之一的武智麻吕控制730年代的日本，然而737年的天花大流行 （天平疫病大流行）中藤原四兄弟相繼病死，因四兄弟的兒子年輕，政權為光明皇后（藤原不比等的女兒）的異父兄弟臣籍降下的橘諸兄（葛城王）以右大臣身份把持。

### 与橘諸兄对立
737年藤原广嗣之乱之后，仲麻呂进入政界。739年仲麻呂叙位从五位上，此后仲麻呂在橘諸兄政权下顺利晋升，741年晋升从四位下民部卿，743年晋升从四位上参议，位列公卿之一，746年转任式部卿。不过担任式部卿之后，仲麻呂开始利用式部卿选拔官员的权利削弱橘諸兄的势力，同时仲麻呂得到姑姑光明皇后、表妹皇太子阿倍内親王（之后的孝謙天皇）信任。744年閏正月十一，安積親王在難波宮行幸，途中在櫻井頓宮患上腳氣病而折返恭仁京，兩天後就去世，有理論認為他是被仲麻呂毒死的。

### 孝谦天皇时代
749年孝谦天皇即位，官职名称改为唐名，仲麻呂不但跳过中纳言晋升大纳言，更担任直属光明上皇后的紫微令，兼任親衛軍中卫大将。在光明皇太后与孝谦天皇信任下，仲麻呂的权势压倒橘諸兄，確立了「光明＝仲麻呂体制」。同年10月東大寺大佛铸造完成，仲麻呂举行大佛開眼供養会，表达对佛教的重视。此時的太政官中，橘諸兄和仲麻呂的哥哥藤原丰成位列左右大臣，仲麻呂一直寻求取代他们的机会。755年橘諸兄被指控诽谤朝廷，虽然聖武上皇不予追究，但橘諸兄仍然在756年辞去左大臣职位。
同年聖武上皇驾崩，聖武上皇遗诏立道祖王为皇太子，但是仲麻呂排斥道祖王，将早逝的长子藤原真從的遗孀粟田諸姊嫁给大炊王（淳仁天皇），757年以道祖王行为不当为由废道祖王，并拥立大炊王为太子。同年自祖父不比等时代开始编纂的養老律令在仲麻呂手中完成并颁布实施。

### 橘奈良麻吕之乱
757年7月，不满仲麻呂的橘諸兄之子橘奈良麻吕计划叛亂，刺殺仲麻呂，但是计划泄露，橘奈良麻吕被杀，被橘奈良麻吕拥立的道祖王与黄文王死于狱中，史称橘奈良麻吕之乱，仲麻呂的哥哥右大臣藤原丰成也因此事件被贬官，藉此仲麻呂成为太政官之首，在名义与实质上都位居日本最高地位。

### 淳仁天皇时代
758年孝謙天皇让位，淳仁天皇即位后，仲麻呂被赐名惠美押胜（日语：／ Emi no Oshikatsu），任太保（相当于右大臣），在淳仁天皇支持下仲麻呂推行一系列政策，包括减轻徭役、设問民苦使监察地方、设平準署稳定物价，推动官名唐风改称。759年仲麻呂以新羅無禮为由，計畫聯合渤海國，準備了軍船394艘和四萬零七百人的軍隊，準備征討新羅，但此計畫因其與實際掌權的孝謙上皇不和，及渤海方面情況有變等原因而流產。

### 藤原仲麻吕之乱
760年作为藤原仲麻吕权力支柱的光明皇太后去世，对仲麻吕产生极大的打击，大約在同一時間，孝謙上皇開始親近道鏡，仲麻吕試圖通過淳仁天皇勸諫孝謙上皇遠離道鏡，但引起了孝謙的憤怒。孝謙于是出家为尼，夺取了淳仁天皇的权力。对道鏡的不满让仲麻吕开始计划以武力打败孝謙・道鏡集团，但是仲麻吕的计划被高丘比良麻等人密告孝謙。
764年9月11日孝谦命少納言山村王前往淳仁天皇所在地收回天皇发布命令需要的御璽和驿铃 (一说淳仁天皇当时被幽禁)，仲麻吕被迫起事，他原本打算前往近江国国衙所在地大津，但是交通要道已先被孝谦方封锁，仲麻吕只得转往儿子藤原辛加知所在的越前国，但辛加知也被提前一步杀害，仲麻吕向越前进军在爱发关被击退，退守三尾 (现滋贺县高島市)坚守，但仍在9月18日兵败，仲麻吕与其家人乘船逃往琵琶湖上时被官兵追上斩杀，至此藤原仲麻吕之乱被平定。

## 死後
仲麻吕六子刷雄因自幼习佛免于死罪仅被流放，后来光仁天皇重新启用刷雄，桓武天皇在位时期任职大学头、阴阳头。仲麻吕死後其政策一部分被废除，例如：官名唐风改称，但包括養老律令在内大部分得到延续。

## 系譜
- 父：藤原武智麻呂
- 母：阿倍貞媛 - 阿倍御主人（日语：阿倍御主人）孫女
- 妻：藤原宇比良古（日语：藤原宇比良古）（?-762）- 藤原房前女
  - 長男：藤原真從（日语：藤原真従）（?-750年代前半?）-仲麻呂諸子中最年長者，由於749年便已敘位為從五位，因此被認為是長男[6]
  - 藤原真先（日语：藤原真先）（?-764）
  - 藤原訓儒麻呂（日语：藤原訓儒麻呂）（?-764）
  - 藤原朝狩（日语：藤原朝狩）（?-764）-[7]
  - 藤原真文-『尊卑分脈』以外沒有紀錄，被認為是真從。[6]
  - 藤原兒従 - 藤原御楯（日语：藤原御楯）妻
- 妻：大伴氏（?-764）- 大伴犬養（日语：大伴犬養）女
  - 六男：刷雄（日语：藤原刷雄） - 『續日本紀』紀錄為第六子。[6]
  - 末子：德一（日语：徳一）（749?-824?）- 關於其出生有不同說法。[6]
- 妻：陽侯女王（日语：陽侯女王）（?-764） - 新田部親王王女
  - 藤原辛加知（日语：藤原辛加知）（?-764）
- 妻：紀奈賀岐娘 - 紀麻呂（日语：紀麻呂）女
- 生母不明的子女
  - 藤原小湯麻呂（日语：藤原小湯麻呂）（?-764）
  - 藤原薩雄（日语：藤原薩雄） - 一說與刷雄是同一人，但他的經歷和後代明顯不同。[6]
  - 藤原執棹（日语：藤原執棹）（?-764）
  - 次女：藤原東子（日语：藤原東子 (藤原南家)）（?-?）
  - 三女：藤原額

## 相關作品
- 1986年漫畫電影化作品《火の鳥 鳳凰編》，手塚治虫製作
- 2009年TBS電視劇《唐招提寺1200年の謎〜天平を駆けぬけた男と女たち》，永島敏行演出
- 2010年NHK電視劇《大仏開眼》，高橋克典演出。

### 文獻
- 岸俊男『藤原仲麻呂』　吉川弘文館、1969年
- 木本好信『藤原仲麻呂政権の基礎的考察』　高科書店、1993年
- 木本好信『万葉時代の人びとと政争』　おうふう、2008年
- 木本好信『藤原仲麻呂』　ミネルヴァ書房、2011年
- 木本好信『藤原仲麻呂政権とその時代』　岩田書院、2013年
- 木本, 好信.  (pdf link). Koshien Junior College bulletin of general education. 2011, 6: 40–29  [2023-08-21]. （原始内容存档于2020-05-09）.
- 宇治谷孟監修『続日本紀』（上中巻）　講談社〈講談社学術文庫〉、1992年
- 『公卿補任』第一篇　 吉川弘文館、1982年
- 『尊卑分脈』第二篇　 吉川弘文館、1987年
- 仁藤敦史. . 中公新書 2648. 中央公論新社. 2021-6-21. ASIN B09FL5FSV3. ISBN 978-4121026484.

| 官衔                               | 官衔                                       | 官衔                               |
| ---------------------------------- | ------------------------------------------ | ---------------------------------- |
| 空缺上一位持有相同頭銜者：藤原房前 | 內大臣 紫微內相 757年6月11日－758年10月1日 | 空缺下一位持有相同頭銜者：道鏡     |
| 空缺上一位持有相同頭銜者：藤原豐成 | 右大臣 太保 758年10月1日－760年1月26日     | 空缺下一位持有相同頭銜者：藤原豐成 |
| 空缺上一位持有相同頭銜者：高市皇子 | 太政大臣 太師 760年1月26日－764年10月10日  | 空缺下一位持有相同頭銜者：道鏡     |